# Leicester & District Football League
Leicester & District Football League är en engelsk fotbollsliga baserad runt Leicester. Den har fyra divisioner och toppdivisionen Premier Division ligger på nivå 13 i det engelska ligasystemet.
Ligan är en matarliga till Leicestershire Senior League.

### Webbkällor
Den här artikeln är helt eller delvis baserad på material från engelskspråkiga Wikipedia, Leicester and District Football League, 10 augusti 2015.